# Индикатор доходности государственных облигаций России
В качестве показателей ценовой динамики рынка государственных облигаций (ГКО-ОФЗ) ММВБ осуществляет расчет Индексов государственных облигаций России (MCX: RGBI) и индикаторов доходности государственных облигаций России (MCX: RGBITR), далее — Индикаторы доходности.

## Виды Индикаторов доходности
Индикаторы доходности представляют собой взвешенные по рыночной стоимости доходности к погашению государственных облигаций и включают в себя:
1. Эффективную доходность к погашению государственных облигаций России (RGBEY);
2. Валовую доходность к погашению государственных облигаций России (RGBY), которая рассчитывается по методике средней валовой доходности к погашению (average gross redemption yield).

## Методика расчёта и база расчёта Индикаторов доходности
Под базой расчёта понимается список выпусков облигаций (ГКО-ОФЗ), используемых при расчёте Индексов государственных облигаций России и индикаторов доходности к погашению государственных облигаций России.
База расчёта автоматически пересчитывается по итогам каждого календарного месяца, что позволяет своевременно учитывать изменяющуюся конъюнктуру рынка ГКО-ОФЗ.
При определении базы расчёта не рассматриваются выпуски облигаций:
- используемые в операциях по продаже Банком России облигаций с обязательством обратного выкупа;
- срок до погашения которых составляет менее 365 дней по состоянию на последнее календарное число месяца действия новой базы расчёта.

В базу расчёта включаются выпуски облигаций, индикатор ликвидности по которым превышает пороговое значение, равное 1.
Формула индикатора ликвидности
{\displaystyle L_{i}=\left({\frac {V_{i}}{\overline {V}}}\right)^{\alpha }\cdot \left({\frac {T_{i}}{\overline {T}}}\right)^{\beta },}
где:
{\displaystyle V_{i}} — среднедневной объем торгов по i-му выпуску облигаций, руб.;
{\displaystyle T_{i}} — среднедневное количество сделок с i-м выпуском облигаций;
{\displaystyle {\overline {V}}} — среднедневной объём торгов, рассчитанный по формуле среднего арифметического на основе значений {\displaystyle V_{i}} по всем рассматриваемым выпускам облигаций, руб.;
{\displaystyle {\overline {T}}} — среднедневное количество сделок, рассчитанное по формуле среднего арифметического на основе значений {\displaystyle T_{i}} по всем рассматриваемым выпускам облигаций;
{\displaystyle \alpha ,\beta } — весовые коэффициенты, равные 0,2 и 0,8 соответственно.
При расчёте среднедневного объема торгов и среднедневного количества сделок по i-му выпуску облигаций учитываются только сделки, заключенные на вторичных торгах на основе заявок, адресованных всем участникам торгов (режим анонимных сделок).
Расчёт значений Индикаторов доходности осуществляется один раз в день на момент окончания торгов на основе рассчитанных в Системе торгов средневзвешенных цен и доходностей по средневзвешенной цене по выпускам облигаций, включённым в базу расчёта Индикаторов доходности.

## Использование Индикаторов доходности
Индикаторы доходности государственных облигаций ММВБ позволяют оценивать ситуацию, складывающуюся на российском рынке государственного долга. Повышая прозрачность и информативность российского фондового рынка, они позволяют инвесторам и всем заинтересованным лицам отслеживать как общее направление, так и краткосрочные колебания на рынке российских государственных облигаций, оценивать эффективность инвестиций в данные инструменты, строить прогнозы развития рынка.
Идентификаторы Индикаторов доходности на ФБ ММВБ.
| Эффективная доходность | RGBEY |
| Валовая доходность     | RGBY  |

## Формулы расчета
1. Эффективная доходность к погашению государственных облигаций России (RGBEY)
{\displaystyle YI_{t}={\frac {\displaystyle \sum \limits _{i}Y_{i,t}\times (P_{i,t}+A_{i,t})\times N_{i,t-1}}{\displaystyle \sum \limits _{i}(P_{i,t}+A_{i,t})\times N_{i,t-1}}}}
2. Валовая доходность к погашению государственных облигаций России (RGBY)
{\displaystyle YI_{t}={\frac {\displaystyle \sum \limits _{i}Y_{i,t}\times D_{i,t}\times (P_{i,t}+A_{i,t})\times N_{i,t-1}}{\displaystyle \sum \limits _{i}D_{i,t}\times (P_{i,t}+A_{i,t})\times N_{i,t-1}}}}
Обозначения:
- {\displaystyle P_{i,t}} — средневзвешенная цена облигации i-го выпуска в момент времени (день) t, выраженная в рублях;
- {\displaystyle A_{i,t}} — накопленный купонный доход облигации i-го выпуска в день t, выраженный в рублях;
- {\displaystyle N_{i,t-1}} — размещенный объём i-го выпуска облигаций, определенный по итогам t-1 дня, выраженный в штуках ценных бумаг;
- {\displaystyle Y_{i,t}} — доходность к погашению по средневзвешенной цене облигации i-го выпуска по итогам дня t, выраженная в % годовых;
- {\displaystyle D_{i,t}} — дюрация облигации i-го выпуска по итогам дня t, выраженная в днях.